# Karl Veken
Karl Veken (né le 22 juillet 1904 à Essen, mort le 21 juillet 1971 à Karl-Marx-Stadt) est un résistant allemand et écrivain est-allemand.

## Biographie
L'enseignant, formé dans un séminaire jésuite, s'associe au mouvement ouvrier dans les contradictions de la république de Weimar, d'abord au SPD, puis au KPD.
À partir de 1929, Veken travaille comme journaliste. Il participe aussitôt à la résistance contre le nazisme lors de son accession au pouvoir. En 1934, il est condamné à la prison pour "haute trahison". Après sa sortie de prison en 1936, il émigre en Tchécoslovaquie puis à Paris. En 1940, il reçoit l'ordre de retourner en Allemagne pour effectuer une action illégale, mais il retombe bientôt entre les mains de la Gestapo et est envoyé au camp de concentration de Sachsenhausen en 1944 et y reste jusqu'à la fin de la Seconde Guerre mondiale.
Immédiatement après sa libération, il redevient enseignant et directeur à Berlin. Les enfants lui inspirent alors son premier livre pour eux Vier Berliner Rangen. Il décide alors de sa consacrer à une carrière littéraire. Il épouse l'écrivaine Katharina Kammer. 
Il place les jeunes héros de ses récits aventureux au milieu des luttes de l'époque. Ses histoires sont pleines d'humour, d'imagination et de chaleur pour les gens ordinaires et leurs enfants. Ses expériences personnelles de résistant et de prisonnier sont aussi le véritable fond des fables de ses deux romans Auf Tod und Leben (1961) et Jagd ohne Gnade (1969).
En 1969, il reçoit l'Ordre du mérite patriotique. Il vit ses dernières années à Augustusburg.

## Œuvres
- Der Kellerschlüssel, 1955
- Abenteuer mit Viktor, 1956
- Peng und 'ne Kiste, 1956
- Die Rei-Nopis oder Das sind ja schöne Geschichten!, 1958
- Auf Tod und Leben, 1961
- Die unromantische Annerose. Tagebuch einer Achtzehnjährigen, avec sa femme Katharina Kammer, 1964
- Micki Mager. Die Abenteuer eines deutschen Jungen., avec sa femme Katharina Kammer, 1966
- Jagd ohne Gnade, 1969